# Athīna Livanou
Athīna Mary "Tina" Livanou (in greco Αθήνα (Τίνα) Λιβανού?, pronuncia [aˈθina livaˈnu] / [ˈtina]) (Londra, 19 marzo 1929 – Parigi, 10 ottobre 1974) è stata la seconda figlia dell'armatore greco Stavros Livanos e la prima moglie di Aristotele Onassis. In seguito ha sposato il duca di Marlborough, John Spencer-Churchill, e, in terze nozze, il vedovo di sua sorella Eugenia, Stavros Niarchos.

## Biografia
Tina Livanou, figlia di Stavros Livanos e di sua moglie, Arietta Zafirakis, aveva una sorella, Eugenia, e un fratello, George. Famiglia molto ricca e potente quella dei Livanos, da tempo residenti a Londra: le due ragazze avevano ricevuto un'educazione da principesse e nel 1941 l'intera famiglia aveva lasciato Londra e i suoi bombardamenti per stabilirsi a New York. E al Plaza di New York, dove il padre aveva l'ufficio, lei aveva conosciuto il 17 aprile 1943, poco più che tredicenne, Onassis nell'uniforme di tenente della regia marina greca. Nell'estate 1945 Onassis, più anziano di 23 anni, cominciò a corteggiarla mentre prendeva il sole sull'elegante Ouster Bay, vicino a New York.
Si è sposata tre volte. I suoi mariti sono stati: 
- Aristotele Onassis (1946 - 1960), sposato in dicembre nella chiesa ortodossa di New York quando aveva 17 anni (il padre era contrario proprio per la differenza di età) e lui non era ancora potente come lo sarà in seguito. Regalo di nozze del padre di Tina fu una nave Liberty del valore di 500.000 dollari.[3] La coppia ebbe due figli: Alexander Onassis(1948 - 1973), scomparso a 24 anni in un incidente aereo ad Atene,[4] e Christina (1950 - 1988), scomparsa a 37 anni a Buenos Aires.[5][6] Aristotele le comprò la casa di moda di Jean Dessés, il sarto parigino-greco che la Livanou preferiva, le costruì una casa di cinque piani a New York e una splendida villa sulla Ouster Bay, le regalò gioielli e preziosi per un totale di due milioni di sterline e, in occasione della nascita di Christina, le donò una torpediniera di 2200 tonnellate che poi fu trasformata in un lussuoso yacht.[7] La Livanou divorziò da lui nel giugno 1960 con una sentenza di un tribunale dell'Alabama dopo avere scoperto che il marito aveva una relazione con la cantante lirica Maria Callas[8] e dopo gli inutili tentativi di mettere pace effettuati da Grace di Monaco, amica di lei.[9]
- John Spencer-Churchill, marchese di Blandford (1961 - 1971) poi XI Duca di Marlborough, anche lui alle seconde nozze e parente di Winston Churchill.
- Stavros Niarchos (1971 - 1974), vedovo di sua sorella Eugenia, scomparsa nel 1970.

La Livanou, considerata una delle donne più belle del mondo, morì a Parigi all'età di 45 anni in circostanze mai completamente chiarite (tra le cause di morte fu ipotizzato un edema, una overdose di droga e anche avvelenamento). Fu sepolta accanto a sua sorella nel cimitero di Bois-de-Vaux, a Losanna, in Svizzera.
La sua unica discendente è la nipote, Athina Onassis, figlia di Christina e Thierry Roussel, dal gennaio 2006 unica erede (oltre alla Fondazione Alexander Onassis) dell'enorme patrimonio di famiglia, valutato attorno ai 2,7 miliardi di dollari: comprende una cinquantina di navi, palazzi principeschi a Parigi e Londra, ville a Ibiza e Ginevra, un grattacielo a New York, due miniere di diamanti in Sudafrica, azioni di oltre 360 società internazionali di varia natura, gioielli (nel giugno 2008 ha venduto all'asta da Christie's gioielli della madre per un valore di 8 milioni di sterline), collezioni d'arte, l'isola di Skorpios, nel mar Ionio, comprata dal nonno e venduta qualche anno fa ad un magnate russo, Dmitrij Rybolovlev, che l'ha regalata alla figlia.